# Francesca Jones (tennisster)
Francesca Jones (Bradford, 19 september 2000) is een tennisspeelster uit het Verenigd Koninkrijk. Zij begon op zesjarige leeftijd met het spelen van tennis. Toen zij negen jaar oud was, verhuisde zij naar Barcelona om te gaan trainen aan de Sanchez Casal tennisacademie, en op haar zestiende naar de nabijgelegen Ad-In tennisacademie. Jones bereikt haar beste resultaten op gravel. Zij is actief in het internationale tennis sinds 2016.

## Medische achtergrond
Jones lijdt aan ectrodactylie (EED), een afwijking aan handen en voeten, waardoor zij vingers en tenen mist.

## Loopbaan
Jones debuteerde in 2016 op een ITF-hoofdtoernooi in Hammamet (Tunesië). In 2017 won zij haar eerste titel in Asunción (Paraguay).
In 2020 had zij haar WTA-debuut op het toernooi van Praag – zij bereikte er meteen de kwartfinale.
In 2021 had Jones haar grandslamdebuut, op het Australian Open.
In januari 2022 kwam zij nipt binnen op de top 150 van de wereldranglijst.
Jones stond in 2024 voor het eerst in een WTA-finale, op het toernooi van San Luis Potosí – zij verloor van de Argentijnse Nadia Podoroska.
In 2025 veroverde Jones haar eerste WTA-titel, op het WTA 125-toernooi van Contrexéville, door Française Elsa Jacquemot te verslaan. Twee weken later volgde de tweede in Palermo, ten koste van de Nederlandse Anouk Koevermans – daarmee maakte zij haar entrée op de mondiale top 100.

## Posities op deWTA-ranglijst
Positie per einde seizoen:
| jaar | rang enkelspel | rang dubbelspel |
| ---- | -------------- | --------------- |
| 2016 | 1187           | 1093            |
| 2017 | 817            | –               |
| 2018 | 399            | –               |
| 2019 | 347            | –               |
| 2020 | 241            | –               |
| 2021 | 151            | 563             |
|      |                |                 |
| 2023 | 288            | –               |
| 2024 | 160            | 868             |

## Palmares
| Legenda                 |
| ----------------------- |
| Grandslamtoernooi       |
| Olympische Spelen       |
| Year-End Championships  |
| Premier Mandatory       |
| Premier Five / WTA 1000 |
| Premier / WTA 500       |
| International / WTA 250 |
| Challenger / WTA 125    |

### WTA-finaleplaatsen enkelspel
| nr.              | finale     | toernooi            | ondergrond | tegenstandster   | score    |         |
| ---------------- | ---------- | ------------------- | ---------- | ---------------- | -------- | ------- |
| gewonnen finales |            |                     |            |                  |          |         |
| 1.               | 2025-07-13 | WTA Contrexéville   | gravel     | Elsa Jacquemot   | 6-4, 7-6 | details |
| 2.               | 2025-07-27 | WTA Palermo         | gravel     | Anouk Koevermans | 6-3, 6-2 | details |
| verloren finales |            |                     |            |                  |          |         |
| 1.               | 2024-03-31 | WTA San Luis Potosí | gravel     | Nadia Podoroska  | 1-6, 2-6 | details |

## Resultaten grandslamtoernooien
| Legenda | Legenda                          |
| ------- | -------------------------------- |
| g.t.    | geen toernooi gehouden           |
| l.c.    | lagere categorie                 |
| –       | niet deelgenomen                 |
| G       | uitgeschakeld in de groepsfase   |
| 1R      | uitgeschakeld in de eerste ronde |
| 2R      | uitgeschakeld in de tweede ronde |
| 3R      | uitgeschakeld in de derde ronde  |
| 4R      | uitgeschakeld in de vierde ronde |
| KF      | uitgeschakeld in de kwartfinale  |
| HF      | uitgeschakeld in de halve finale |
| F       | de finale verloren               |
| W       | het toernooi gewonnen            |
| w-v     | winst/verlies-balans             |

### Enkelspel
| toernooi        | 2021 |    | 2024 | 2025 |
| --------------- | ---- | -- | ---- | ---- |
| Australian Open | 1R   | –  | –    |      |
| Roland Garros   | –    | –  | –    |      |
| Wimbledon       | 1R   | 1R | 1R   |      |
| US Open         | –    | –  |      |      |